# Glyptotendipes mancunianus
Glyptotendipes mancunianus är en tvåvingeart som först beskrevs av Edwards 1929.  Glyptotendipes mancunianus ingår i släktet Glyptotendipes och familjen fjädermyggor. Inga underarter finns listade i Catalogue of Life.